# Golgotavirágfajok listája
A golgotavirág (Passiflora) a Malpighiales rendjébe, ezen belül a golgotavirág-félék (Passifloraceae) családjába tartozó nemzetség.

## Rendszerezés
A nemzetségbe az alábbi 467 faj tartozik:
- Passiflora actinia Hook.
- Passiflora acuminata DC.
- Passiflora adenopoda DC.
- Passiflora adulterina L.f.
- Passiflora affinis Engelm.
- Passiflora alata Curtis
- Passiflora allantophylla Mast. ex Donn.Sm.
- Passiflora alnifolia Kunth
- Passiflora amalocarpa Barb.Rodr.
- Passiflora amazonica L.K.Escobar
- Passiflora ambigua Hemsl.
- Passiflora amethystina J.C.Mikan
- Passiflora amicorum Wurdack
- Passiflora amoena L.K.Escobar
- Passiflora ampullacea (Mast.) Harms
- trópusi golgotavirág (Passiflora anadenia) Urb.
- Passiflora anastomosans (Lamb. ex DC.) Killip
- Passiflora andersonii DC.
- Passiflora andina Killip
- Passiflora andreana Mast.
- Passiflora anfracta Mast. & André
- Passiflora angusta Feuillet & J.M.MacDougal
- Passiflora antioquiensis H.Karst.
- Passiflora apetala Killip
- Passiflora apoda Harms
- Passiflora araguensis L.K.Escobar
- Passiflora arbelaezii L.Uribe
- Passiflora arborea Spreng.
- Passiflora arida (Mast. & Rose) Killip
- Passiflora aristulata Mast.
- Passiflora arizonica (Killip) D.H.Goldman
- Passiflora assamica Chakrav.
- narancssárga golgota (Passiflora aurantia) G.Forst.
- Passiflora auriculata Kunth
- Passiflora azeroana L.Uribe
- Passiflora bahamensis Britton
- Passiflora barclayi (Seem.) Mast.
- Passiflora bauhiniifolia Kunth
- Passiflora berteroana Balb. ex DC.
- Passiflora bicornis Mill.
- Passiflora bicrura Urb.
- Passiflora bicuspidata (H.Karst.) Mast.
- Passiflora biflora Lam.
- Passiflora bilobata Juss.
- Passiflora boenderi J.M.MacDougal
- Passiflora bogotensis Benth.
- Passiflora boticarioana Cervi
- Passiflora brachyantha L.K.Escobar
- Passiflora bracteosa Planch. & Linden
- Passiflora brevifila Killip
- Passiflora brevipes Killip
- Passiflora bryonioides Kunth
- Passiflora bucaramangensis Killip
- Passiflora buchtienii Killip
- Passiflora burmanica Chakrav.
- kék golgotavirág (Passiflora caerulea) L.
- Passiflora calcicola Proctor
- Passiflora callistemma L.K.Escobar
- Passiflora campanulata Mast.
- Passiflora candida (Poepp. & Endl.) Mast.
- Passiflora candollei Triana & Planch.
- Passiflora capparidifolia Killip
- hófehér csillaggolgota (Passiflora capsularis) L.
- Passiflora cardonae Killip
- Passiflora carrascoensis P.Jørg. & R.Vásquez
- Passiflora catharinensis Sacco
- Passiflora cauliflora Harms
- Passiflora ceratocarpa Silveira
- Passiflora cervii M.A.M.Azevedo
- Passiflora chaparensis R.Vásquez
- Passiflora chelidonea Mast.
- Passiflora chocoensis G.Gerlach & Ulmer
- Passiflora chrysophylla Chodat
- Passiflora chrysosepala Schwerdtf.
- Passiflora ciliata Aiton
- Passiflora cincinnata Mast.
- Passiflora cinnabarina Lindl.
- Passiflora cirrhiflora Juss.
- Passiflora cirrhipes Killip
- Passiflora cisnana Harms
- Passiflora cissampeloides J.M.MacDougal
- Passiflora citrina J.M.MacDougal
- Passiflora clathrata Mast.
- Passiflora clypeophylla Mast. ex Donn.Sm.
- Passiflora coactilis (Mast.) Killip
- Passiflora cobanensis Killip
- Passiflora coccinea Aubl.
- Passiflora cochinchinensis Spreng.
- Passiflora colimensis Mast. & Rose
- Passiflora colinvauxii Wiggins
- Passiflora colombiana L.K.Escobar
- Passiflora compar Feuillet
- Passiflora complanata J.M.MacDougal
- Passiflora contracta Vitta
- Passiflora conzattiana Killip
- Passiflora cordistipula Cervi
- sárgavirágú golgota (Passiflora coriacea) Juss.
- Passiflora costaricensis Killip
- Passiflora costata Mast.
- Passiflora crassifolia Killip
- Passiflora cremastantha Harms
- Passiflora crispolanata L.Uribe
- Passiflora cuatrecasasii Killip
- Passiflora cubensis Urb.
- Passiflora cumbalensis (H.Karst.) Harms
- Passiflora cuneata Willd.
- Passiflora cuprea L.
- Passiflora cuspidifolia Harms
- Passiflora cuzcoensis Killip
- Passiflora cyanea Mast.
- Passiflora dalechampioides Killip
- Passiflora danielii Killip
- Passiflora dasyadenia Urb.
- Passiflora dawei Killip
- Passiflora deficiens Mast.
- Passiflora deltoifolia Holm-Niels. & Lawesson
- Passiflora dictamo DC.
- Passiflora dioscoreifolia Killip
- Passiflora discophora P.Jørg. & Lawesson
- Passiflora dispar Killip
- Passiflora dolichocarpa Killip
- Passiflora edmundoi Sacco
- maracuja (Passiflora edulis) Sims
- Passiflora eggersii Harms
- Passiflora eglandulosa J.M.MacDougal
- Passiflora eichleriana Mast.
- Passiflora ekmanii Killip & Urb.
- Passiflora elegans Mast.
- Passiflora elliptica Gardner
- Passiflora emarginata Bonpl.
- Passiflora engleriana Harms
- Passiflora ernestii Harms
- Passiflora erythrophylla Mast.
- Passiflora escobariana J.M.MacDougal
- Passiflora eueidipabulum S.Knapp & Mallet
- Passiflora exoperculata Mast.
- Passiflora exsudans Zucc.
- Passiflora exura Feuillet
- Passiflora fanchoniae Feuillet
- Passiflora farneyi Pessoa & Cervi
- Passiflora fernandezii L.K.Escobar
- Passiflora ferruginea Mast.
- Passiflora filamentosa Cav.
- Passiflora filipes Benth.
- Passiflora fimbriatistipula Harms
- Passiflora flexipes Triana & Planch.
- szagos granadilla (Passiflora foetida) L.
- Passiflora formosa Ulmer
- Passiflora frutescens Ruiz & Pav. ex Killip
- Passiflora fruticosa Killip
- Passiflora fuchsiiflora Hemsl.
- Passiflora garckei Mast.
- Passiflora giberti N.E.Br.
- Passiflora gilbertiana J.M.MacDougal
- Passiflora glaberrima (Juss.) Triana & Planch.
- Passiflora glandulosa Cav.
- Passiflora gleasonii Killip
- Passiflora goniosperma Killip
- Passiflora gracilens (A.Gray) Harms
- Passiflora gracilis J.Jacq. ex Link
- Passiflora gracillima Killip
- Passiflora grandis Killip
- Passiflora gritensis H.Karst.
- Passiflora guatemalensis S.Watson
- Passiflora guazumifolia Jacq.
- Passiflora guentheri Harms
- Passiflora haematostigma Mast.
- Passiflora hahnii (E.Fourn.) Mast.
- Passiflora harlingii Holm-Niels.
- Passiflora hastifolia Killip
- Passiflora hatschbachii Cervi
- Passiflora haughtii Killip
- Passiflora helleri Peyr.
- Passiflora herbertiana Ker Gawl.
- Passiflora heterohelix Killip
- Passiflora hirtiflora P.Jørg. & Holm-Niels.
- Passiflora holosericea L.
- Passiflora holtii Killip
- Passiflora huamachucoensis L.K.Escobar
- Passiflora hyacinthiflora Planch. & Linden
- Passiflora hypoglauca Harms
- Passiflora inca P.Jørg.
- észak-amerikai golgotavirág (Passiflora incarnata) L. - típusfaj
- Passiflora indecora Kunth
- Passiflora insignis (Mast.) Hook.f.
- Passiflora insueta Feuillet & MacDougal
- Passiflora involucrata (Mast.) A.H.Gentry
- Passiflora jamesonii (Mast.) L.H.Bailey
- Passiflora jardinensis L.K.Escobar
- Passiflora jatunsachensis Schwerdtf.
- Passiflora jiboiaensis M.A.M.Azevedo
- Passiflora jorullensis Kunth
- Passiflora juliana J.M.MacDougal
- Passiflora jussieui Feuillet
- Passiflora kalbreyeri Mast.
- Passiflora karwinskii Mast.
- Passiflora kawensis Feuillet
- Passiflora kermesina Link & Otto
- Passiflora killipiana Cuatrec.
- Passiflora lanata (Juss.) Poir.
- Passiflora lancearia Mast.
- Passiflora lanceolata (Mast.) Harms
- Passiflora lancetillensis J.M.MacDougal
- Passiflora lancifolia Desv. ex Ham.
- Passiflora lauana J.M.MacDougal
- csengőgranadilla (Passiflora laurifolia) L.
- Passiflora lawessonii P.Jørg.
- Passiflora lehmannii Mast.
- Passiflora lepidota Mast.
- Passiflora leptoclada Harms
- Passiflora leptomischa Harms
- Passiflora leptopoda Harms
- Passiflora leschenaultii DC.
- édes granadilla (Passiflora ligularis) Juss.
- Passiflora linda Panero
- Passiflora lindeniana Planch.
- Passiflora linearistipula L.K.Escobar
- Passiflora lobata (Killip) Hutch. ex J.M.MacDougal
- Passiflora lobbii Mast.
- Passiflora loefgrenii Vitta
- Passiflora longicuspis Vanderpl. & S.E.Vanderpl.
- Passiflora longilobis Hoehne
- Passiflora longipes Juss.
- Passiflora longiracemosa Ducke
- Passiflora loretensis Killip
- Passiflora loxensis Killip & Cuatrec.
- Passiflora lutea L.
- Passiflora luzmarina P.Jørg.
- Passiflora lyra Planch. & Linden ex Killip
- Passiflora macdougaliana S.Knapp & Mallet
- Passiflora macfadyenii C.D.Adams
- Passiflora macrophylla Spruce ex Mast.
- Passiflora macropoda Killip
- Passiflora madidiana P.Jørg., Cayola & Araujo-Murak.
- Passiflora maestrensis Duharte
- Passiflora magdalenae Triana & Planch.
- Passiflora magnifica L.K.Escobar
- Passiflora maguirei Killip
- kagylóalma (Passiflora maliformis) L.
- Passiflora malletii J.M.MacDougal
- Passiflora manantlanensis J.M.MacDougal
- Passiflora mandonii (Mast.) Killip
- Passiflora manicata (Juss.) Pers.
- Passiflora mansoi (Mart.) Mast.
- Passiflora mapiriensis Harms
- Passiflora marginata Mast.
- Passiflora mathewsii (Mast.) Killip
- Passiflora mayarum J.M.MacDougal
- Passiflora mcvaughiana J.M.MacDougal
- Passiflora mediterranea Vell.
- Passiflora membranacea Benth.
- Passiflora mendoncae Harms
- Passiflora menispermacea Triana & Planch.
- Passiflora menispermifolia Kunth
- Passiflora mexicana Juss.
- Passiflora micropetala Mast.
- Passiflora microstipula L.E.Gilbert & J.M.MacDougal
- Passiflora miniata Vanderpl.
- Passiflora misera Kunth
- Passiflora mixta L.f.
- Passiflora mollis Kunth
- Passiflora mollissima (Kunth) L.H.Bailey
- Passiflora moluccana Reinw. ex Blume
- Passiflora monadelpha P.Jørg. & Holm-Niels.
- Passiflora mooreana Hook.
- Passiflora morifolia Mast.
- Passiflora mucronata Lam.
- Passiflora multiflora L.
- Passiflora multiformis Jacq.
- Passiflora murucuja L.
- Passiflora mutisii Killip
- Passiflora napalensis Wall.
- Passiflora nelsonii Mast. & Rose
- Passiflora nephrodes Rusby
- Passiflora nigradenia Rusby
- Passiflora nipensis Britton
- Passiflora nitida Kunth
- Passiflora nubicola J.M.MacDougal
- Passiflora nuriensis Steyerm.
- Passiflora oaxacensis J.M.MacDougal
- Passiflora oblongata Sw.
- Passiflora obovata Killip
- Passiflora obtusifolia Sessé & Moc.
- Passiflora oerstedii Mast.
- Passiflora orbiculata Cav.
- Passiflora ornithoura Mast.
- Passiflora ovalis Vell.
- Passiflora ovata DC.
- Passiflora pachyantha Killip
- Passiflora pacifica L.K.Escobar
- Passiflora palenquensis Holm-Niels. & Lawesson
- Passiflora pallens Poepp. ex Mast.
- Passiflora pallida L.
- Passiflora palmatisecta Mast.
- Passiflora palmeri Rose
- Passiflora pamplonensis Planch. & Linden
- Passiflora panamensis Killip
- Passiflora pardifolia Vanderpl.
- Passiflora parritae (Mast.) L.H.Bailey
- Passiflora parvifolia (DC.) Harms
- Passiflora pascoensis L.K.Escobar
- Passiflora pavonis Mast.
- Passiflora pectinata Griseb.
- Passiflora pedata L.
- Passiflora pedicellaris J.M.MacDougal
- Passiflora pediculata Mast.
- Passiflora peduncularis Cav.
- Passiflora penduliflora Bertero ex DC.
- Passiflora pennellii Killip
- Passiflora perakensis Hallier f.
- Passiflora perfoliata L.
- Passiflora pergrandis Holm-Niels. & Lawesson
- Passiflora phaeocaula Killip
- Passiflora picturata Ker Gawl.
- Passiflora pilosa Ruiz & Pav. ex DC.
- Passiflora pilosicorona Sacco
- Passiflora pilosissima Killip
- Passiflora pinnatistipula Cav.
- Passiflora pittieri Mast.
- Passiflora platyloba Killip
- Passiflora plumosa Feuillet & Cremers
- Passiflora podadenia Killip
- Passiflora poeppigii Mast.
- Passiflora pohlii Mast.
- Passiflora popayanensis Killip
- Passiflora popenovii Killip
- Passiflora porophylla Vell.
- Passiflora porphyretica Mast.
- Passiflora princeps G.Lodd.
- Passiflora prolata Mast.
- Passiflora pterocarpa J.M.MacDougal
- Passiflora punctata L.
- Passiflora purdiei Killip
- Passiflora pusilla J.M.MacDougal
- Passiflora putumayensis Killip
- Passiflora pyrrhantha Harms
- óriás passiógyümölcs (Passiflora quadrangularis) L.
- Passiflora quadrifaria Vanderpl.
- Passiflora quadriflora Killip
- Passiflora quadriglandulosa Rodschied
- Passiflora quelchii N.E.Br.
- Passiflora quercetorum Killip
- Passiflora quetzal J.M.MacDougal
- Passiflora quindiensis Killip
- Passiflora quinquangularis S.Calderón ex J.M.MacDougal
- Passiflora raimondii Killip
- Passiflora reflexiflora Cav.
- Passiflora reitzii Sacco
- Passiflora resticulata Mast. & André
- Passiflora retipetala Mast.
- Passiflora riparia Mart. ex Mast.
- Passiflora roseorum Killip
- Passiflora rotundifolia L.
- Passiflora rovirosae Killip
- Passiflora rubra L.
- Passiflora rubrotincta Killip
- Passiflora rufa Feuillet & J.M.MacDougal
- Passiflora rufostipulata Feuillet
- Passiflora rugosa (Mast.) Planch. & Triana
- Passiflora runa L.K.Escobar
- Passiflora rusbyi Rusby
- Passiflora saccoi Cervi
- Passiflora sanctae-barbarae Holm-Niels. & P.M.Jørg.
- Passiflora sanctae-mariae J.M.MacDougal
- Passiflora sanguinolenta Mast. & Linden
- Passiflora saxicola Gontsch.
- Passiflora schlimiana Regel
- Passiflora sclerophylla Harms
- Passiflora securiclata Mast.
- Passiflora seemannii Griseb.
- Passiflora semiciliosa Triana & Planch.
- Passiflora serratifolia L.
- Passiflora serratodigitata L.
- Passiflora serrulata Jacq.
- Passiflora setacea DC.
- Passiflora setulosa Killip
- Passiflora sexflora Juss.
- Passiflora sexocellata Schltdl.
- Passiflora shaferi Britton
- Passiflora siamica Craib
- Passiflora sicyoides Schltdl. & Cham.
- Passiflora sierrae L.K.Escobar
- Passiflora silvestris Vell.
- Passiflora skiantha Huber
- Passiflora smilacifolia J.M.MacDougal
- Passiflora smithii Killip
- Passiflora sodiroi Harms
- Passiflora solomonii L.K.Escobar
- Passiflora spectabilis Killip
- Passiflora sphaerocarpa Triana & Planch.
- Passiflora spicata Mast.
- Passiflora spinosa (Poepp. & Endl.) Mast.
- Passiflora sprucei Mast.
- Passiflora standleyi Killip
- Passiflora stellata Moritz ex Killip
- Passiflora stenoloba Urb.
- Passiflora stenosepala Killip
- Passiflora stipulata Aubl.
- denevérlevelű golgota (Passiflora suberosa) L.
- Passiflora subfertilis J.M.MacDougal
- Passiflora sublanceolata (Killip) J.M.MacDougal
- fehérvirágú golgota (Passiflora subpeltata) Ortega
- Passiflora subpurpurea P.Jørg. & Holm-Niels.
- Passiflora subulata Mast.
- Passiflora sumatrana Blume
- Passiflora tacanensis Port.-Utl.
- Passiflora tacsonioides Griseb.
- Passiflora talamancensis Killip
- Passiflora tarapotina Harms
- kuruba (Passiflora tarminiana) Coppens & V.E.Barney
- Passiflora tatei Killip & Rusby
- Passiflora tecta Feuillet
- Passiflora telesiphe S.Knapp & Mallet
- Passiflora tenella Killip
- Passiflora tenerifensis L.K.Escobar
- Passiflora tenuifila Killip
- Passiflora tenuiloba Engelm.
- Passiflora tessmannii Harms
- Passiflora tetraden Vell.
- Passiflora tica Gómez-Laur. & L.D.Gómez
- Passiflora tiliifolia L.
- Passiflora tolimana Harms
- Passiflora transversa Mast.
- Passiflora tranversalis M.A.M.Azevedo
- Passiflora trialata Feuillet & J.M.MacDougal
- Passiflora trianae Killip
- Passiflora tricuspis Mast.
- Passiflora tridactylites Hook.f.
- Passiflora trifasciata Lem.
- Passiflora trifoliata Cav.
- Passiflora triloba Ruiz & Pav. ex DC.
- Passiflora trilobophylla Harms
- Passiflora trinervia (Juss.) Poir.
- Passiflora trinifolia Mast.
- Passiflora tripartita (Juss.) Poir.
- Passiflora trisecta Mast.
- Passiflora trisulca Mast.
- Passiflora trochlearis P.Jørg.
- Passiflora truncata Regel
- Passiflora truxillensis Planch. & Linden
- Passiflora tryphostemmatoides Harms
- Passiflora tuberosa Jacq.
- Passiflora tucumanensis Hook.
- Passiflora tulae Urb.
- Passiflora umbilicata (Griseb.) Harms
- Passiflora uncinata J.M.MacDougal
- Passiflora urbaniana Killip
- Passiflora uribei L.K.Escobar
- Passiflora urnifolia Rusby
- Passiflora ursina Killip & Cuatrec.
- Passiflora urubiciensis Cervi
- Passiflora variolata Poepp. & Endl.
- Passiflora vellozoi Gardner
- Passiflora venosa Rusby
- Passiflora venusta R.Vásquez & M.Delanoy
- Passiflora vesicaria L.
- Passiflora vespertilio L.
- Passiflora vestita Killip
- Passiflora villosa Vell.
- Passiflora viridescens L.K.Escobar
- Passiflora viridiflora Cav.
- szőlőlevelű golgota (Passiflora vitifolia) Kunth
- Passiflora watsoniana Mast.
- Passiflora weberbaueri Harms
- Passiflora xiikzodz J.M.MacDougal
- Passiflora yucatanensis Killip ex Standl.
- Passiflora zamorana Killip

## Hibridek
A fenti fajok mellett az alábbi hibridek is idetartoznak:
- Passiflora × allardii Lynch (P. caerulea × quadrangularis)
- Passiflora × belotii Pépin (P. alata × caerulea)
- Passiflora × colvillii Sweet (P. incarnata × caerulea)
- Passiflora × decaisneana G.Nicholson (P. alata × quadrangularis)
- Passiflora × exoniensis Mast. (P. antioquiensis × tripartita var. mollissima)
- Passiflora × kewensis Nicholson (P. caerulea × kermesina)
- Passiflora × lawsoniana Mast. (P. alata × racemosa)
- Passiflora × loudonii Loudon (P. racemosa × kermesina)
- Passiflora × rosea (H.Karst.) Killip (P. tripartita × pinnatistipula)
- Passiflora × smythiana Mast. (P. manicata × tripartita var. mollissima)
- Passiflora × violacea Loisel. (P. racemosa × caerulea)